# Картовецкое
Ка́ртовецкое (укр. Картовецьке) – село, расположенное на территории Городнянского района Черниговской области (Украина). Расположено в 13 км на запад от райцентра Городни. Население — 28 чел. (на 2006 г.). Адрес совета: 15140, Черниговская обл., Городнянский р-он, село Моложава, ул. Горького,28 , тел. 3-36-15. Ближайшая ж/д станция — Городня (линия Гомель-Бахмач), 17 км. Село связано с прочими населёнными пунктами только грунтовыми дорогами, асфальтированная дорога расположена в 1 км севернее от центра села. Картовецкое расположенное в глубине лесного массива.